# Кјороку
Кјороку (享禄) је јапанска ера (ненко) која је настала после Даиеи и пре Тенбун ере. Временски је трајала од августа 1528. до јула 1532. године и припадала је Муромачи периоду. Владајући монарх био је цар Го Нара. Име ере је промењено како би се обележио долазак новог цара Го Наре на власт.
Сам назив ере потиче из дела Ји Ђинга: „Онај који седи на царском двору ужива у небеској наклоности“ (居天位享天禄).

## Важнији догађаји Кјораку ере
- 1528. (Кјороку 1): Пожар је оштетио храм Јакушиџи у Нари.[3]
- 1528. (Кјороку 1): Бинши кампаку Коное Танје постаје садаиџин. Бивши наидаиџин, Минамото но Мицикото, постаје удаиџин, а бивши даинагон Куишо Танемици нови наидаиџин.[4]
- 1529. (Кјороку 2): Умире угледни учењак нео-конфучионизма Ванг Јангминг.[5][6]
- 1530. (Кјороку 3, седми месец): Бивши кампаку Кијушо Хисацубе умире у својој 63 години.[4]
- 1531. (Кјороку 4): Укинута је позиција „шуго“ (гувернера) у шогунату.[7]
- 1532. (Кјороку 5): Из Кјота су протерани верници Ико секте чије су ново седиште пронашли у граду Осаки.[8]